# Dangerously in Love
Dangerously in Love è il primo album in studio della cantautrice statunitense Beyoncé, pubblicato il 22 giugno 2003 dalla Columbia Records.
Le registrazioni dell'album si sono protratte dal 2002 al marzo 2003, quando ancora faceva parte delle Destiny's Child. Principalmente R&B e soul, l'album è caratterizzato da influenze arabe e hip hop e contiene molte canzoni uptempo e ballate.
Ha debuttato direttamente alla prima posizione della classifica statunitense Billboard 200, vendendo 317 000 copie nella sola prima settimana. L'album in poco tempo è diventato un successo commerciale mondiale guadagnando un gran numero di dischi platino in Australia, Regno Unito e Stati Uniti d'America. Ha ricevuto moltissime critiche positive e ha fatto guadagnare alla cantante cinque Grammy Award.

## Antefatti e descrizione
Secondo Corey Moss di MTV, «i fans sono affamati di vedere» Beyoncé come solista, dopo anni passati con le Destiny's Child. Mentre registravano il loro terzo album, Survivor, nel lontano 2000, Beyoncé annunciò che i membri del gruppo, lei compresa, avrebbero potuto negli anni a seguire prendere una pausa per concentrarsi sulle loro carriere da soliste. L'idea di lanciare le tre cantanti da soliste venne al manager del gruppo, nonché padre di Beyoncé, Matthew Knowles.
Con vari tipi di musica per ogni membro del gruppo, l'album non fu creato con l'intenzione di competere nelle classifiche. Il team delle Destiny's Child aveva strategicamente pianificato la vendita dei tre diversi album per massimizzare le vendite. Michelle Williams fu la prima a pubblicare l'album di debutto da solista Heart to Yours, aprile 2002, mentre Beyoncé debuttava sui grandi schermi con il film Austin Powers in Goldmember, per cui aveva anche registrato il singolo Work It Out. Kelly Rowland collaborò con il rapper statunitense Nelly per la canzone Dilemma che divenuta in poco tempo una vera hit, spinse il manager del gruppo ad anticipare il suo album Simply Deep, per la fine del 2002. Nel frattempo Beyoncé prendeva parte a un altro film, The Fighting Temptations e registrava un altro singolo solista, sempre per il film. Nel 2002 collaborò con l'allora fidanzato Jay-Z, futuro marito, per la canzone '03 Bonnie & Clyde. Il brano fece guadagnare a Beyoncé credibilità e le spianò la strada per la pubblicazione del suo primo album Dangerously in Love.

## Registrazione

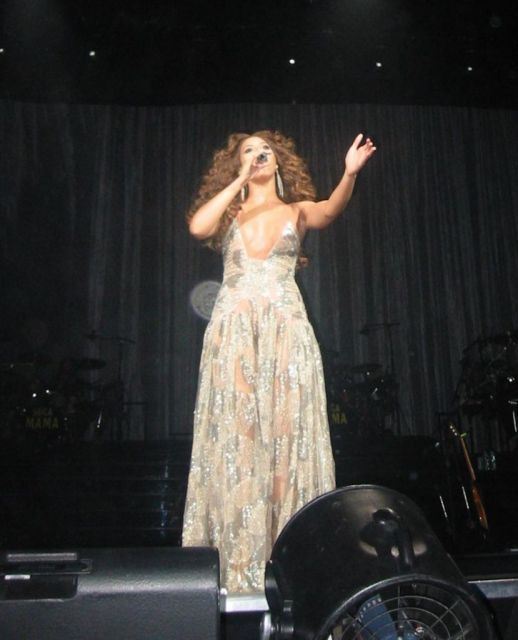
Beyoncé mentre canta Dangerously in Love 2

Prima di iniziare le registrazioni per il suo primo album Beyoncé selezionò con molta cura i produttori con i quali avrebbe voluto collaborare. Per due giorni tenne incontri con produttori dalla West Coast alla East Coast. Si trasferì a Miami, Florida per cominciare alcune registrazioni con il produttore canadese Scott Storch, il suo primo collaboratore, e visse in un hotel di Miami per alcuni mesi. Poiché voleva concentrarsi interamente sul suo album, Beyoncé "si prese il suo tempo" per lavorare al meglio, a differenza dei lavori affrettati delle Destiny's Child.
Come per l'album Survivor delle Destiny's Child, Beyoncé prese un ruolo di comando nella produzione di Dangerously in Love, scrivendo la maggior parte delle canzoni, scegliendo quali estrarre e condividendo idee sul mixaggio delle canzoni. Con 43 canzoni scritte, 15 delle quali finite sull'album, Beyoncé divenne co-produttrice e co-scrittrice, come il padre Matthew Knowles, anch'egli produttore dell'album.
Beyoncé affermò tra l'altro che registrare l'album senza il gruppo fu per lei "liberatorio e terapeutico", poiché poteva esprimere tutte le sue idee con i collaboratori. La dipendenza che aveva con le Destiny's Child le rendeva difficile "mostrare la propria creatività". Poiché voleva "crescere" come artista decise di contattare altri grandi artisti del mondo della musica per delle collaborazioni. Quando la collezione di canzoni fu terminata, Beyoncé ne fece fare delle copie e le inviò a tutti gli artisti scelti, per porli alla loro attenzione con la prospettiva di creare delle "featuring". Oltre Jay-Z, Beyoncé riuscì a lavorare con l'artista Jamaicano Sean Paul, con la rapper americana Missy Elliott e molti altri. In più lavorò con Timbaland e Missy Elliott su un singolo intitolato Wrapped Aroung Me, anche se per ragioni sconosciute, la canzone non fu pubblicata sull'album.
Dangerously in Love era originariamente una canzone scritta da Beyoncé per l'album Survivor, ma ritenuta troppo "sofisticata" per comparire sull'album non fu pubblicata come singolo estratto. Beyoncé, rendendosi conto che la canzone era in perfetta sintonia con l'album, decise di aggiungerla alla tracklist. Poiché la data di pubblicazione, per non entrare in conflitto con il successo di Dilemma di Kelly Rowland, fu posticipato di alcuni mesi, Beyoncé seppur contrariata, si rese conto che "tutto accade per una ragione", e tornò in studio per registrare altre canzoni e realizzare altre collaborazioni. Tra le nuove canzoni realizzate vi fu proprio il singolo di apertura Crazy in Love. Nel tardo 2002 Beyoncé arrestò il lavoro su Dangerously in Love per il tour delle Destiny's Child.

## Musica

### Stile
Il padre di Beyoncé ha affermato che Dangerously in Love mostra le radici musicali della figlia. Mentre Michelle Williams e Kelly Rowland si concentrarono su musica gospel ed pop alternativo, rispettivamente, Beyoncé continuò a registrare pezzi R&B. Le canzoni dell'album sono varie: dalle mid-tempo e canzoni orientali della prima parte, alle ballate nella seconda metà dell'album.
Proprio la cantante affermò di voler essere vista come una vera artista e mostrare a tutti la sua varietà di stili: l'album comprende infatti molti generi e influenze differenti. L'album comprende influenze contemporary R&B, hip-hop, soul e rock. Le influenze hip-hop si trovano soprattutto in Jay-Z, OutKast e Lil' Kim; da Sean Paul si trovano influenze reggae; da Storch quelle orientali. Il suo personale studio di questo tipo di musica ha dato all'album uno stampo molto medio orientale. Inoltre Beyoncé e i produttori si sono serviti di un'ampia gamma di strumenti musicali.

### Testi
Beyoncé ha sempre affermato che i testi di Dangerously in Love erano molto simili a quelli composti con le Destiny's Child anche se, potendo scrivere da sola i propri testi, ha avuto più libertà nell'imprimere le emozioni che lei voleva fossero mostrate sull'album. Con temi basati sui diversi "stadi" di una relazione, l'album contiene canzoni d'amore e di onestà; in più Beyoncé ammise di aver inserito canzoni sull'atto di fare l'amore. Il contenuto delle canzoni comunque non è da attribuire interamente alle esperienze di Beyoncé e questo lo spiegò anche lei:
Mentre alcune canzoni si concentravano sulla "bellezza dell'amore", l'album esplorava anche l'altra faccia dell'amore; alcune canzoni celebravano le "rotture" e i desideri delle donne di avere un controllo sulle relazioni. La "hidden track" Daddy è una canzone tributo al padre Matthew Knowles, suo manager sin dalle Destiny's Child; parla di Beyoncé stessa che è in attesa del suo futuro marito e di un bambino, per poter possedere le stesse qualità del padre. Inizialmente Beyoncé non voleva far apparire la canzone nell'album, pensando fosse troppo "immaturo" come testo per l'album; invece considerandola una canzone che riflette la vita di Beyoncé in un momento di transizione, alla fine decise di inserirla come canzone di chiusura dell'album.

## Promozione

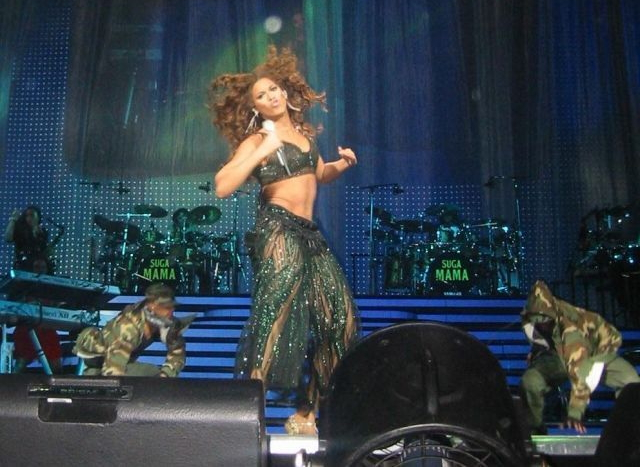
Beyoncé in Baby Boy durante il Beyoncé Experience Tour, 2007.

Beyoncé ha sempre affermato di aver avuto qualche problema a convincere la casa discografica a pubblicare il suo album. Proprio in un suo concerto, raccontato nell'album live del 2009 I Am... Yours, dice "Nel 2003 pubblicai il mio primo album da solista; ma quando lo mostrai alla mia casa mi dissero che non avevo neanche una hit nel mio album. In un certo senso avevano ragione, ne avevo 5. Dangerously in Love, Me, Myself and I, Baby Boy, Naughty Girl, Crazy in Love.
Quando Dilemma, il singolo della collega Kelly Rowland compagna nelle Destiny's Child, entrò nella Billboard Hot 100, il team di Beyoncé decise di pubblicare il singolo Work It Out, colonna sonora del film Austin Powers in Goldmember come primo singolo solista, invece che uno da Dangerously in Love, per non creare competizione tra le due cantanti. Inizialmente l'album doveva essere pubblicato nell'ottobre 2002, invece slittò prima a dicembre dello stesso anno e in seguito arrivo a luglio 2003. Pochi mesi prima della pubblicazione, l'album comparve illegalmente su internet e i singoli divennero tutti disponibili. Il team di Beyoncé allora, visto le buone critiche ricevute, decise di pubblicare subito l'album, che uscì il 24 giugno 2003 invece che l'8 luglio come era stato pianificato.
Chi aveva preordinato l'album online ricevette un link dove avrebbe potuto scaricare una canzone chiamata I Can't Take It No More. Il 14 giugno 2004 Beyoncé cantò le canzoni dell'album durante il suo primo concerto solista e durante uno speciale per una tv pay-per-view, Ford Presents Beyoncé Knowles, Friends & Family, Live from Ford's 100th Anniversary Celebration in Dearborn, Michigan. Dalla notte in cui venne pubblicato l'album, Beyoncé ripeté il concerto in più di 20 teatri per tutti gli Stati Uniti.
Beyoncé inoltre promosse l'album in varie performance televisive: al Saturday Night Live, al Late Show with David Letterman, The Today Show, The Early Show e al The View.
Dall'aprile 2003, il team Knowles stava decidendo riguardo al singolo di debutto tra due diverse canzoni. Così decisero di inviare le canzoni in giro nei club e quella che avrebbe ricevuto migliori critiche dal pubblico sarebbe stata scelta. Alla fine Crazy in Love fu scelta come primo singolo estratto dall'album. Il singolo, come dalle aspettative, rimase otto settimane consecutive alla prima posizione della Billboard Hot 100. Baby Boy seguì subito dopo ed ebbe ancora più successo di Crazy in Love. Dominando i circoli radiofonici, il singolo sorpasso "Crazy in Love" nelle classifiche e si piazzò alla n.1 per 9 settimane consecutive.
Il terzo singolo estratto fu Me, Myself and I e come quarto ed ultimo singolo fu scelto Naughty Girl. Questi ultimi due si piazzarono nei primi 5 posti delle classifiche ma divennero anche loro dei grandi successi; anche grazie a loro l'album tenne le più alte posizioni delle classifiche e riuscì, grazie alle forti vendite, a divenire un multi-platino.

### Singoli
Crazy in Love (ft. Jay-Z) fu il primo singolo pubblicato, durante l'estate 2003. Fu lodato molto dalle critiche che lo descrissero come "dannatamente accattivante". Il singolo raggiunse la #1 posizione della Billboard Hot 100, la classifica ufficiale degli Stati Uniti. La stessa settimana raggiunse la #1 anche Dangerously in Love che debuttò in #1 nella Billboard 200.
Il singolo rimase al top della classifica per 8 settimane, divenendo il primo singolo #1 di Beyoncé nella sua carriera da solista. Secondo Nielsen SoundScan, "Crazy in Love" è stata la canzone più scaricata di tutti gli Stati Uniti per le 4 settimane del luglio 2003. Divenne successo internazionale, raggiungendo il top delle classifiche in Irlanda e Regno Unito.
Baby Boy (ft. Sean Paul) fu pubblicato come secondo singolo nell'agosto 2003. Fu ricevuto dalla critica come una "collaborazione ben riuscita", e "un ponte tra i generi dell'R&B e Dancehall". Raggiunse la numero 1 della Billboard Hot 100 8 settimane dopo il suo debutto, e vi rimase per 9 settimane. Nel Regno Unito la posizione più alta fu la numero 2.
Me, Myself and I fu il terzo singolo; pubblicato nell'ottobre 2003, ricevette buone critiche, come i predecessori, avendo il sound tipico delle ballate R&B, e nel quale Beyoncé canta con passione. Raggiunse la Top Ten in Canada e Stati Uniti. Il quarto ed ultimo singolo estratto dall'album, fu Naughty Girl. Fu pubblicato a marzo 2004. Applaudita come i precedenti singoli, per i suoi suoni sensuali. Internazionalmente, divenne una hit top ten in Stati Uniti, Australia, Canada e Nuova Zelanda.

## Accoglienza
Dangerously in Love e i suoi singoli permisero a Beyoncé di vincere numerosi premi. Nel 2003 "Crazy in Love" vinse 3 premi agli MTV Video Music Awards, inclusi "Best Female Video" (Miglior Video Femminile) e "Best R&B Video" (Miglior Video R&B). Lo stesso anno Beyoncé fu riconosciuta come "New Female Artist" e "New R&B Artist" grazie ai 4 premi ricevuti ai Billboard Music Awards. Ai Grammy Awards del 2004 vinse i premi "Best R&B Song", "Best Contemporary R&B Album" e "Best Rap/Sung Collaboration" con "Crazy in Love", "Best R&B Performance by a Duo or Group with Vocals" con "The Closer I Get to You" (con Luther Vandross) e "Best Female R&B Vocal Performance" con "Dangerously in Love 2".
Nel 2009, il magazine britannico New Musical Express propose "Crazy in Love" come "Miglior Canzone del Decennio". La canzone fu anche inserita al posizione n.3 della classifica stilata dal magazine Rolling Stone delle "100 Migliori Canzoni del Decennio". La numero 7 su una lista pubblicata dal The Daily Telegraph, e alla n.6 sulla lista dei "100 Migliori Singoli del Decennio" su Slant Magazine.

## Impatto
Con la pubblicazione di Dangerously in Love e la combinazione dei successi commerciali dei singoli da esso estratti, Beyoncé riuscì ad imporsi come artista solista. Rebecca Louie del New York Daily News scrisse che il successo dell'album portò Beyoncé ad essere una "sensuale stella solista" che "sbocciava da un girl group", le Destiny's Child. Beyoncé vinse 5 Grammy Awards durante l'edizione del 2004 affiancandosi a Alicia Keys, Lauryn Hill e Norah Jones per il numero maggiore di Grammy vinti da un'artista donna. L'album aiutò la cantante a diventare un'appetibile artista per l'industria del marketing: apparve sulle copertine di molti magazines, in TV come ospite a molti programmi e firmò molti contratti commerciali.
Dalle registrazioni di Dangerously in Love rimasero fuori molte canzoni pronte per un altro album. Alla fine del 2003 Beyoncé pianificò un seguito dell'album per pubblicare le molte canzoni rimaste fuori dal progetto. La mossa fu suggerita quando una collaborazione con P.Diddy, Summertime, inviata alle radio, iniziò a ricevere responsi positivi dalla critica.
I piani di Beyoncé però furono messi in pausa dagli impegni per il quarto album delle Destiny's Child, Destiny Fulfilled, dalla promozione di Dangerously in Love e dalla sua carriera cinematografica. Quando nel 2005 il gruppo si divise, Beyoncé poté tornare in studio di registrazione per lavorare su quello che sarebbe uscito poi come il suo secondo album in studio, B'Day.

## Tracce
1. Crazy in Love (feat. Jay-Z) – 3:56 (Beyoncé Knowles, Rich Harrison, Shawn Carter, Eugene Record)
2. Naughty Girl – 3:29 (Beyoncé Knowles, Scott Storch, Robert Waller, Angela Beyincé, Pete Bellotte, Giorgio Moroder, Donna Summer)
3. Baby Boy (feat. Sean Paul) – 4:04 (Beyoncé Knowles, Scott Storch, Sean Paul, Robert Waller, Shawn Carter)
4. Hip Hop Star (feat. Big Boi & Sleepy Brown) – 3:43 (Beyoncé Knowles, Bryce Wilson, Makeda Davis, Antwan Patton, Shawn Carter)
5. Be With You – 4:20 (Beyoncé Knowles, Rich Harrison, Angela Beyincé, Shuggie Otis, George Clinton, Jr., Bootsy Collins, Gary Cooper)
6. Me, Myself and I – 5:01 (Beyoncé Knowles, Scott Storch, Robert Waller)
7. Yes – 4:19 (Beyoncé Knowles, Bernard Edwards, Jr., Shawn Carter)
8. Signs (feat. Missy Elliott) – 4:59 (Missy Elliott, Nisan Stewart, Craig Brockman)
9. Speechless – 6:00 (Beyoncé Knowles, Andreao Heard, Sherrod Barnes, Angela Beyincé)
10. That's How You Like It (feat. Jay-Z) – 3:40 (Delroy Andrews, Brian Bridgeman, Shawn Carter, Randy DeBarge, Eldra DeBarge, Etterlene Jordan)
11. The Closer I Get to You (feat. Luther Vandross) – 4:57 (James Mtume, Reggie Lucas)
12. Dangerously in Love 2 – 4:54 (Beyoncé Knowles, Errol McCalla, Jr.)
13. Beyoncé Interlude – 0:16 (testo: Beyoncé Knowles)
14. Gift from Virgo – 8:45 (Beyoncé Knowles, Shuggie Otis) – Dopo un minuto di silenzio (2:45–3:45) comincia la traccia fantasma Daddy

Tracce bonus (America Meridionale, Australia, Europa)
1. Work It Out – 4:06 (Beyoncé Knowles, Pharrell Williams, Chad Hugo)
2. '03 Bonnie & Clyde (feat. Jay-Z) – 3:25 (Shawn Carter, Kanye West, Prince, Darryl Harper, Rick Rouse, Tupac Shakur, Tyrone Wrice)
3. Daddy – 4:57 (Beyoncé Knowles, Mark Batson) – traccia fantasma

Tracce bonus (Belgio, Francia)
1. Gift from Virgo – 2:45
2. Bienvenue (feat. IAM) – 4:05 (Akhenaton, Shurik'n, Deni Hines)
3. Beyoncé Interlude – 0:16
4. Work It Out – 4:06
5. Bonnie & Clyde '03 (feat. Jay-Z) – 3:25
6. Daddy – 4:57 – traccia fantasma

Tracce bonus (Giappone)
1. What's It Gonna Be – 3:37 (Beyoncé Knowles, LaShaun Owens, Karrim Mack, Corte Ellis, Larry Troutman, Roger Troutman, Kandice Love)
2. '03 Bonnie & Clyde (feat. Jay-Z) – 3:25
3. Work It Out – 4:06
4. Daddy – 4:57 – traccia fantasma

## Formazione
Musicisti
- Beyoncé – voce
- Luther Vandross – voce, arrangiamento parti vocali
- Sean Paul – voce
- Sleepy Brown – voce
- Jay-Z – rapping
- Big Boi – rapping, voce aggiuntiva
- Missy Elliott – rapping
- John "Jab" Broussard, Phil Hamilton, Dan Workman – chitarra
- Byron Miller – basso
- Bashiri Johnson – percussioni
- Nat Adderley, Jr. – arrangiamento, pianoforte elettrico, arrangiamento strumenti ad arco
- Ivan Hampden – batteria
- Tawatha Agee, Cissy Houston, Candace Thomas, Brenda White-King – cori
- Sanford Allen – primo violino
- Skip Anderson – arrangiamento, programmazione, tastiera
- Ray Bardani – arrangiamento strumenti ad arco
- Mark Batson – arrangiatore, strumentazione, direttore d'orchestra
- Al Brown – contrattore strumenti ad arco
- Focus..., Rich Harrison – strumentazione

Produzione
- Beyoncé – produzione, produzione esecutiva
- Mathew Knowles – produzione esecutiva
- Nat Adderley, Jr., Sherrod Barnes, Mark Batson, Errol "Poppi" McCalla, Jr., D-Roy, Missy Elliott, Andreao "Fanatic" Heard, Mr. B, Scott Storch, Bryce Wilson – produzione
- Focus... – produzione, tecnico
- Craig Brockman, Nisan Stewart – co-produzione
- Vincent Alexander – ingegneria del suono
- Jim Caruana, Pat Thrall, Brian Springer, Stan Wallace, Dan Workman – tecnico
- Chris Carmouche – tecnico aggiuntivo
- Carlos Bedoya – tecnico audio, tecnico voce
- Dan Bucchi, Demacio "Demo" Castellon, Jason Dale, Brendan Kurtz, Greg Price, Matt Snedecor, Luz Vasquez, Pat Woodward – assistenza tecnica
- Ray Bardani, Scott Kieklak, Tony Maserati, Dexter Simmons – missaggio
- Tom Coyne – mastering
- Ian Cuttler – direzione artistica
- Dahlen, Markus Klinko and Indrani – fotografia
- James Hunter – grafica
- Theresa LaBarbera Whites – A&R

## Successo commerciale
Dangerously in Love debuttò alla n.1 della Billboard 200, con vendite nella prima settimana di 317 000 copie nei soli Stati Uniti, secondo Nielsen SoundScan. Comunque le vendite della prima settimana non riuscirono ad arrivare a quelle raggiunte da Survivor che raggiunse le 663 000 copie vendute nel suo debutto, avvenuto nel 2001. Beyoncé guadagnò più delle sue compagne del gruppo: Kelly Rowland con il suo album Simply Deep vendette 77 000 copie, e la Williams soltanto 17.000 per Heart to Yours. L'album fu certificato per 4 volte album di platino dalla Recording Industry Association of America (RIAA).
Fuori dagli Stati Uniti fu ricevuto molto positivamente. Il 12 luglio 2003, Beyoncé divenne la prima artista femminile (e la quinta artista da sempre) ad avere simultaneamente un album, Dangerously in Love, e un singolo, Crazy in Love nella classifica statunitense e britannica, dopo The Beatles, Simon and Garfunkel, Rod Stewart e Men at Work. Nel Regno Unito l'album vendette 1 150 000 copie, e la British Phonographic Industry (BPI) lo certificò doppio platino. È inoltre il 14º album con più vendite del 2003 nel Regno Unito. In Australia raggiunse la n.2 e fu certificato dalla Australian Recording Industry Association, disco di platino, con 70 000 copie vendute.
In tutto il mondo ha venduto più di 11 milioni di copie.

## Classifiche

### Classifiche settimanali
| Classifica (2003-2004)    | Posizione massima |
| ------------------------- | ----------------- |
| Australia                 | 2                 |
| Austria                   | 3                 |
| Belgio                    | 3                 |
| Canada                    | 1                 |
| Danimarca                 | 5                 |
| Europa                    | 1                 |
| Finlandia                 | 6                 |
| Francia                   | 14                |
| Germania                  | 1                 |
| Giappone                  | 12                |
| Grecia                    | 1                 |
| Irlanda                   | 1                 |
| Italia                    | 16                |
| Norvegia                  | 1                 |
| Nuova Zelanda             | 8                 |
| Paesi Bassi               | 4                 |
| Polonia                   | 18                |
| Portogallo                | 16                |
| Regno Unito               | 1                 |
| Svezia                    | 11                |
| Svizzera                  | 2                 |
| Ungheria                  | 18                |
| Stati Uniti               | 1                 |
| Stati Uniti (R&B/hip-hop) | 1                 |

### Classifiche di fine decennio
| Classifica (2000-2009) | Posizione |
| ---------------------- | --------- |
| Stati Uniti            | 59        |

### Classifiche di fine anno
| Classifica (2003) | Posizione |
| ----------------- | --------- |
| Australia         | 51        |
| Belgio            | 39        |
| Finlandia         | 38        |
| Francia           | 73        |
| Irlanda           | 10        |
| Nuova Zelanda     | 36        |
| Regno Unito       | 14        |
| Stati Uniti       | 19        |
| Svezia            | 66        |
| Svizzera          | 13        |
| Ungheria          | 87        |
| Classifica (2004) | Posizione |
| Australia         | 3         |

## Riconoscimenti
Grammy Awards
2004 – Miglior album contemporary R&B
Soul Train Music Awards
2004 – Miglior album R&B/Soul